# هوشع

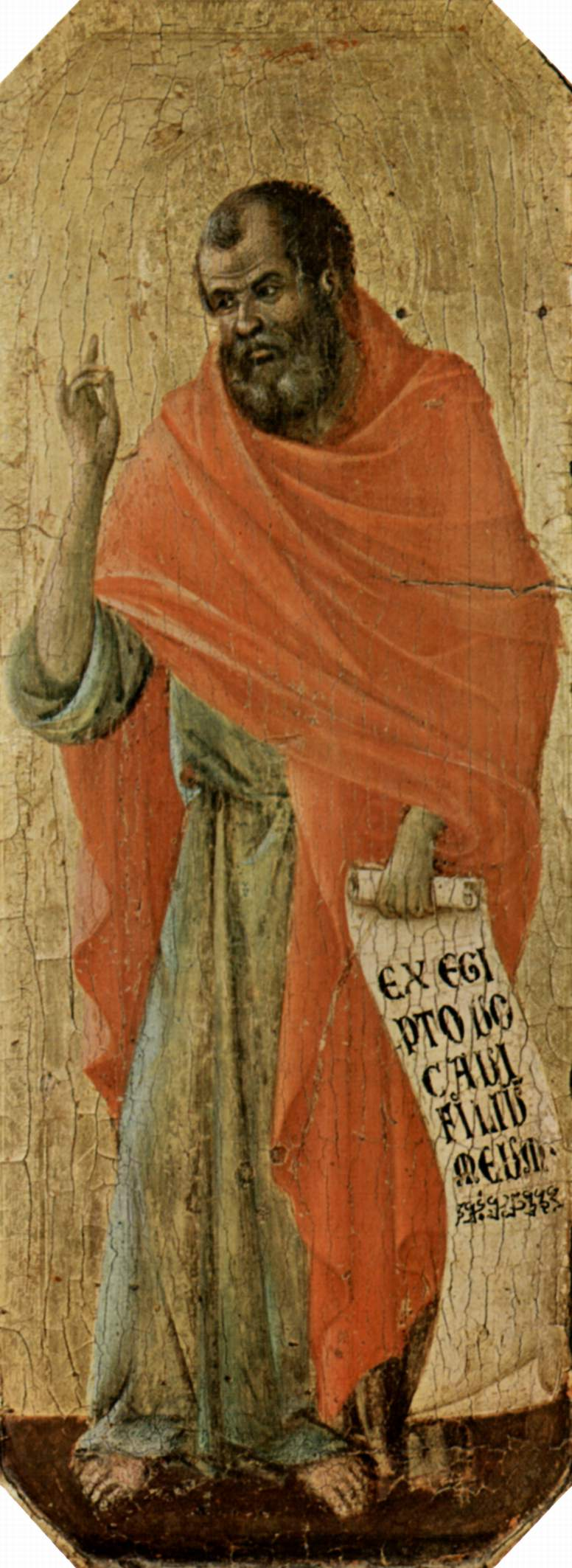
نگارگری از هوشع

هوشَع (در عبری:הוֹשֵׁעַ، یونانی:Ὠσηέ به معنی «رهایی از سوی خداست») پسر بئیری نخستین پیامبر از پیامبران کوچک عهد عتیق بود. او زنی به نام گومر دختر دبلایم را به زنی گرفت و از او صاحب دو پسر به نام‌های یزرعیل و لوعمی و یک دختر به نام لوروحامه شد. در زمان پیامبری هوشع، بنی‌اسرائیل به پرستش بعل روی آورده و در مکان‌های بلند قربانی می‌کردند، و پیکره گوساله‌ای را در سامریه می‌پرستیدند. آنان یهوه را نشناخته و نسبت به وی خیانت ورزیده بودند،  به طوری که وجود او را انکار می‌کردند. اما هوشع آنان را به یگانه‌پرستی و عدالت فراخواند. هوشع همچنین زنی زناکار برای خود گرفت که همانا جومر بود.